# Лундквист, Артур
Артур Нильс Лу́ндквист (швед. Artur Nils Lundkvist; 3 марта 1906 — 11 декабря 1991) — шведский поэт, прозаик и эссеист. Член Шведской академии языка и литературы (с 1968 года), лауреат международной Ленинской премии «За укрепление мира между народами» 1957 года, автор более 100 книг — сборников стихотворений, лирической прозы, рассказов, литературоведческих эссе, переводов лирики, романов, путевых очерков и книг по киноискусству.

## Биография
Родился 3 марта 1906 года в местечке Уберьюнга (лен Кристиастад, Швеция) в семье сконских крестьян. Первый сборник стихов — «Зной» (1928). Участник поэтической группы «Пять молодых», провозгласившей принципы «примитивизма», в традициях которого написаны стихи сборников «Чёрный город» (1930), «Белый человек» (1932) и другие. В 1936 году женился на Марии Вине, впоследствии также ставшей известной поэтессой.
В 1950-е и начале 1960-х годов писатель примыкал к левым шведским общественным кругам, в 1957 году ему была присуждена Международная Ленинская премия «За укрепление мира между народами», что, однако, не повлияло на независимость его суждений по различным политическим вопросам: в частности, он осудил ввод войск стран Варшавского договора в Чехословакию в 1968 году. В том же году он становится почётным доктором философии Стокгольмского университета и избирается в Шведскую Академию языка и литературы, в которой вплоть до самой своей кончины 11 ноября 1991 года оставался одним из самых влиятельных и деятельных членов.
Неутомимый путешественник, он объездил почти весь земной шар: побывал в Африке и Индии, США и Латинской Америке, в Советском Союзе и Китае. Каждое его путешествие давало ему материал для новой книги, проникнутой искренним желанием понять и глубоко осмыслить то новое, что происходит в жизни различных народов. «Печальным оптимистом» назвал шведского писателя И. Г. Эренбург.

## Творчество
Для сочинений Лундквиста характерно переплетение реалистических и модернистских черт.
Поэтическое творчество Лундквиста отличается тяготением к яркой, часто сюрреалистической метафоричности, верой в человека и творческие силы порождаемой им культуры, которой противостоят не менее могучие хаотические силы природы. В прозе писатель неоднократно обращался к жанру исторического романа («Воля неба» о Чингисхане, «Поэзия воина» об Александре Македонском). В конце 1970-х и в 80-е гг. Лундквист отдаёт предпочтение синтезу поэзии и прозы — книгам, состоящим из философско-лирических фрагментов.